# Comuna Iurivka, Bilohirea
Iurivka (în ucraineană Юрівка) este o comună în raionul Bilohirea, regiunea Hmelnîțkîi, Ucraina, formată din satele Iurivka (reședința), Șunkî și Velîki Kaletînți.

## Demografie
Componența lingvistică a comunei Iurivka
     Ucraineană (99,18%)
     Alte limbi (0,74%)
Conform recensământului din 2001, majoritatea populației comunei Iurivka era vorbitoare de ucraineană (99,18%), existând în minoritate și vorbitori de alte limbi.